# ميشيل لورنت
ميشيل لورنت (بالفرنسية: Michel Laurent)‏ ولد بتاريخ 10 أغسطس 1953 في فرنسا، هو دراج فرنسي سابق في صنف سباق الدراجات على الطريق.

## سجل النتائج

### سباقات أو مراحل فاز بها
- طواف فرنسا

## وصلات خارجية
- الموقع الرسمي

## روابط خارجية
- ميشيل لورنت على موقع أرشيف الدراجات (الإنجليزية)
- ميشيل لورنت على موقع إحصائيات الدراجات الإحترافية (الإنجليزية)
- ميشيل لورنت على موقع CycleBase (الإنجليزية)